# Warner (Dominica)
Warner ist ein Ort im Westen von Dominica. Die Gemeinde hatte im Jahr 2011 515 Einwohner. Warner liegt im Parish Saint Paul.

## Geographische Lage
Warner liegt nordöstlich von Mahaut.